# Эвкалипт крупноносый
Эвкалипт крупноносый (лат. Eucalyptus macrorhyncha) — вечнозеленое дерево, вид рода Эвкалипт (Eucalyptus) семейства Миртовые (Myrtaceae).

## Распространение и экология
В природе ареал охватывает юго-восток и юг Австралии. Широко распространён по всему плоскогорью Нового Южного Уэльса, в Виктории во всех областях штата, за исключением равнинной зоны, а в Южной Австралии в районе Аделаиды.
Растёт на бедных, глинистых, каменистых и песчаных почвах; поднимается на высоту от 150 до 900 м над уровнем моря. В сухих местностях произрастает совместно с Эвкалиптом железнодревесным, Эвкалиптом обильноцветковым, а в более влажных — с Эвкалиптом прутовидным и Эвкалиптом лучистым.
Отличается средней морозостойкостью, выше, чем у Эвкалипта шаровидного, но несколько ниже, чем у Эвкалипта Макартура. Легко выдерживает во взрослом состоянии кратковременное понижение температуры до −11… −10 °C, но при продолжительных морозах такой же силы отмерзает до корня. Молодые растения более чувствительны к морозам. В условиях сухих склонов морозостойкость его повышается.
|                                          |
|                                          |
|                                          |
| Сверху вниз. Кора. Взрослый лист. Плоды. |

## Ботаническое описание
Дерево высотой до 45 м и диаметром ствола около 90 см.
Кора волокнистая, серая, остается на стволе и крупных ветвях.
Молодые листья супротивные, в числе 5—6 пар, на коротких черешках, от округлых до эллиптическо-ланцетных, длиной 3—5 см, шириной 2—З см, зубчатые. Промежуточные листья очерёдные, черешковые, сизые, тонкие, продолговатые, широко ланцетные, длиной 6—11 см, шириной 3—5 см, остроконечные, голые. Взрослые — расположены очерёдные, черешковые, ланцетные или узко ланцетные, длиной 7—12 см, шириной 1.5—2 см.
Зонтики пазушные, 6—12-цветковые, сидящие; бутоны на ножках, почти цилиндрические, длиной 8—10 мм, диаметром 4—5 мм; крышечка коническая или клювовидная, равна или длиннее трубки цветоложа; пыльники сросшиеся, почковидные, открываются расходящимися щелями; железка маленькая, верхушечная.
Плоды на ножках, от шаровидных до кубарчатых, длиной 7—10 мм, диаметром 10—12 мм, с выпуклым диском и заметно выдвинутыми створками.
На родине цветёт в феврале; на Черноморском побережье Кавказа — в июне — августе.

## Значение и применение
Древесина бледно-красная или светло-коричневая, твёрдая, плотнослоистая, хорошо раскалывается, прочная, при быстрой сушке коробится; используется в строительстве, на столбы, ограды.
Кора употребляется на производство верёвок, матов и как упаковочный материал.
Листья содержат эфирное (эвкалиптовое) масло (0,29 %), состоящее из цинеола (30 %), пинена, фелландрена, эвдесмола и сесквитерпенов.

## Классификация

### Представители
В рамках вида выделяют ряд подвидов:
- Eucalyptus macrorhyncha subsp. cannonii (R.T.Baker) L.A.S.Johnson & Blaxell
- Eucalyptus macrorhyncha subsp. macrorhyncha

### Таксономия
Вид Эвкалипт крупноносый входит в род Эвкалипт (Eucalyptus) подсемейства Миртовые (Myrtoideae) семейства Миртовые (Myrtaceae) порядка Миртоцветные (Myrtales).
|  |                                      |  |                                                             |                                                             |                    |  | ещё 13 семейств (согласно Системе APG II) | ещё 13 семейств (согласно Системе APG II)    |                                              |  |  |  | ещё 130 родов       | ещё 130 родов            |  |  |
|  |                                      |  |                                                             |                                                             |                    |  | ещё 13 семейств (согласно Системе APG II) | ещё 13 семейств (согласно Системе APG II)    |                                              |  |  |  | ещё 130 родов       | ещё 130 родов            |  |  |
|  |                                      |  |                                                             | порядок Миртоцветные                                        |                    |  |                                           |                                              | подсемейство Миртовые                        |  |  |  |                     | вид Эвкалипт крупноносый |  |  |
|  |                                      |  |                                                             | порядок Миртоцветные                                        |                    |  |                                           |                                              | подсемейство Миртовые                        |  |  |  |                     | вид Эвкалипт крупноносый |  |  |
|  | отдел Цветковые, или Покрытосеменные |  |                                                             |                                                             | семейство Миртовые |  |                                           |                                              | род Эвкалипт                                 |  |  |  |                     |                          |  |  |
|  | отдел Цветковые, или Покрытосеменные |  |                                                             |                                                             |                    |  |                                           |                                              |                                              |  |  |  |                     |                          |  |  |
|  |                                      |  | ещё 44 порядка цветковых растений (согласно Системе APG II) | ещё 44 порядка цветковых растений (согласно Системе APG II) |                    |  |                                           | ещё 1 подсемейство (согласно Системе APG II) | ещё 1 подсемейство (согласно Системе APG II) |  |  |  | ещё более 700 видов |                          |  |  |
|  |                                      |  |                                                             | ещё 44 порядка цветковых растений (согласно Системе APG II) |                    |  |                                           |                                              | ещё 1 подсемейство (согласно Системе APG II) |  |  |  |                     |                          |  |  |